# Tommy Hilfiger
Tommy Hilfiger (sinh 24 tháng 3 năm 1951) là một nhà thiết kế thời trang người Mỹ và là người sáng lập ra nhãn hiệu thời trang cùng tên "Tommy Hilfiger" hay "Tommy".